# 난푸 대교

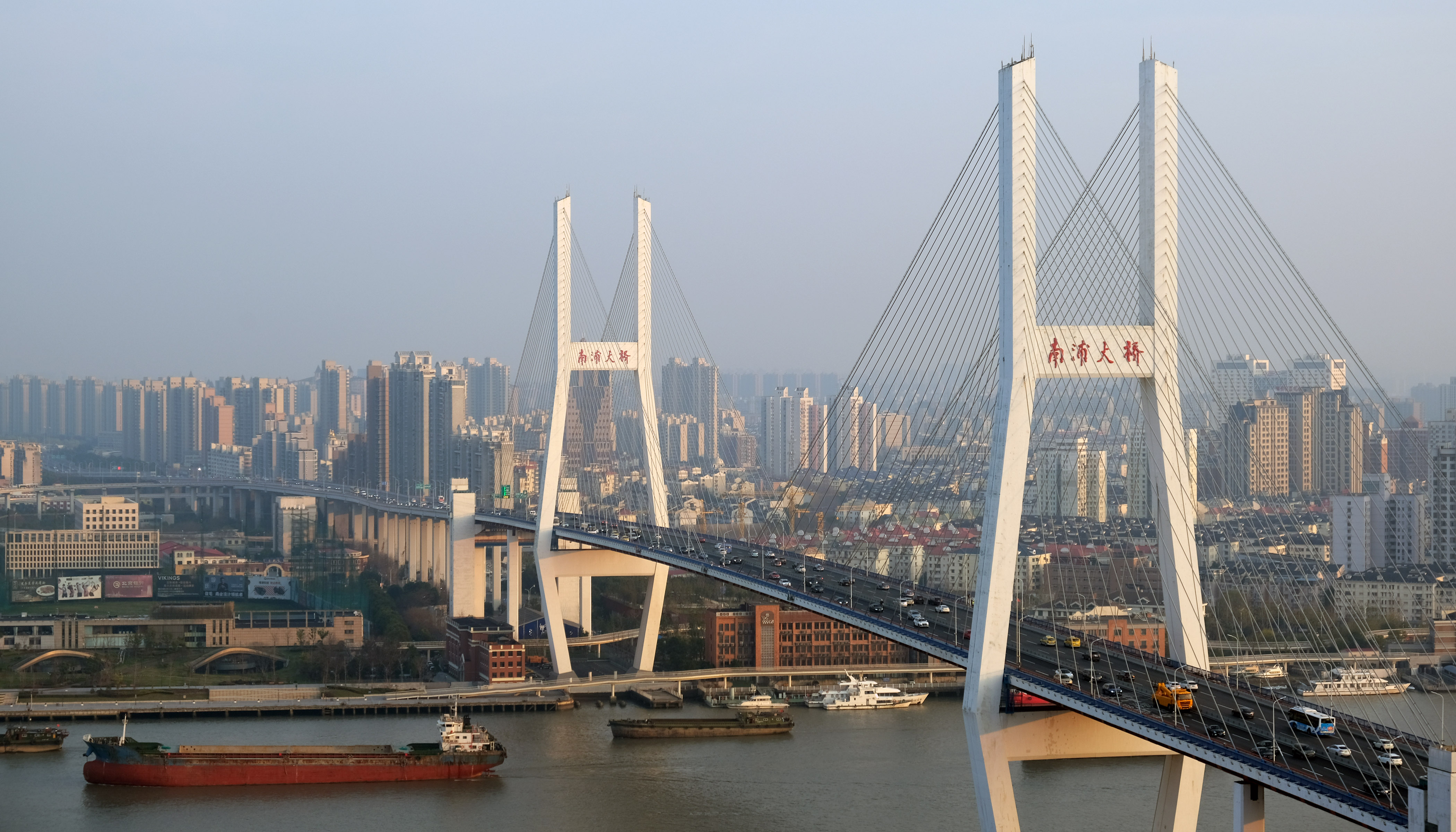
황푸강을 가로지르는 난푸대교

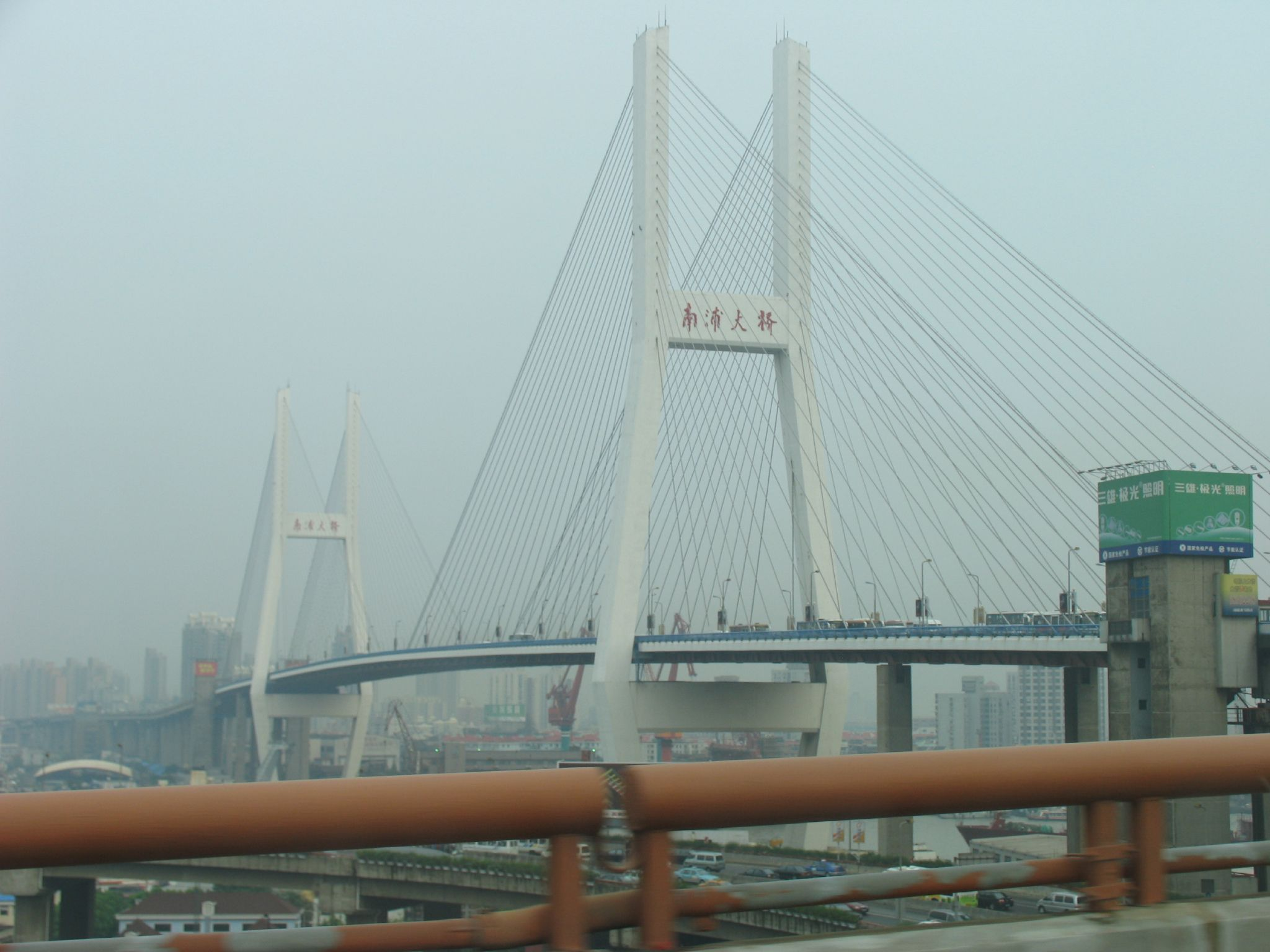
난푸대교의 경치

난푸대교(南浦大橋)는 중화인민공화국 상하이시 황푸강 북단에 있는 다리이다. 폭 30.35m, 총길이 8,346m이며 1991년에 완공되었다.

## 개요
세계에서 37번째로 큰 사장교(현수교의 일종으로 케이블 지탱교)이다. 150m 높이의 H자형 파이론 1쌍이 다리를 지탱하고 있으며, 각 파이론에는 22쌍의 케이블이 연결되어 있다.
다리 밑으로는 5톤급의 배가 지날 수 있으며 다리 위에는 6차선 도로가 놓여 있고, 1일 교통량은 5만대 정도이며, 6차선 도로 양 옆에는 2m 너비의 관광자 보행도로가 설치되어 있다.
푸시(浦西)와 푸동(浦東)에 각 2대의 관광엘리베이터도 설치되어 있으며(5元/08:30~16:30), 다리 위의 난푸대교라는 글자는 등소평이 쓴 것이고 난푸대교로 들어가는 환상적인 원형도로는 밤이 되면 예쁜 조명으로 치장해 사람들의 눈길을 끈다.

## 역사
- 1988년 12월 15일: 난푸대교 착공
- 1991년 12월 1일: 난푸대교 완공

북위 31° 12′ 27″ 동경 121° 30′ 03″ / 북위 31.20750°  동경 121.50083° 